# 1884 Skip
1884 Skip è un asteroide della fascia principale del diametro medio di circa 11,22 km. Scoperto nel 1943, presenta un'orbita caratterizzata da un semiasse maggiore pari a 2,4259409 UA e da un'eccentricità di 0,2621468, inclinata di 21,78893° rispetto all'eclittica.